# Левицкас, Витаутас Юозович
Витаутас Юозович Левицкас — советский хозяйственный, государственный и политический деятель.

## Биография
Родился в 1933 году в Каунасе. Член КПСС с 1958 года.
С 1956 года — на хозяйственной, общественной и политической работе. В 1956—1993 гг. — инженер-механик, начальник цеха, заместитель директора завода, директор мехового комбината, генеральный директор Каунасского мехового производственного объединения им. К. Гедриса.
Избирался депутатом Верховного Совета Литовской ССР 11-го созыва, народным депутатом СССР.
Жил в Литве.